# Грабовец (Немировский район)
Гра́бовец (укр. Грабовець) — село на Украине, находится в Немировском районе Винницкой области.
Код КОАТУУ — 0523082801. Население составляет 275 человек. Население по переписи 2001 года составляет 399 человек. Почтовый индекс — 22874. Телефонный код — 4331.
Занимает площадь 1,307 км².

## Адрес местного совета
22874, Винницкая область, Немировский р-н, с. Грабовец